# Trisetum preslii
Trisetum preslii là một loài thực vật có hoa trong họ Hòa thảo. Loài này được (Kunth) É.Desv. miêu tả khoa học đầu tiên năm 1853.